# Acacia armitii
Acacia armitii — вид квіткових рослин з родини бобових, що зростає в Австралії. Цей вид акації відомий лише в районах навколо річки Ейнаслі в центрально-північному Квінсленді, а також на плато з пісковика на південь від річки Гумадір і в Куперс-Крік біля Набарлека в Північній території. Він росте на кам'янистих, піщаних або мілководних ґрунтах уздовж берегів струмків, річкових рівнин і заплав. Має більш-менш прямовисні, дуже вузькоеліптичні або лінійніфілодії; квітки, розташовані в одиночних колоссях у пазухах; лінійні стручки завдовжки до 55 мм.

## Морфологічний опис
Це кущ або струнке дерево, яке зазвичай досягає 7.5 метра у висоту та має сіру й тріщинисту кору та голі, коричнево-жовті, помітно кутові гілочки. Філодії більш-менш прямі, здебільшого 90–170 × 6–17 мм, жовтувато-зелені, шкірясті або тонкошкірясті; в основі є одна еліптична залоза. Квітки жовтуваті, зібрані в одиночний колос у пазухах. Цвіте в червні-липні або у вересні-жовтні. Плід — жовтувато-коричневий стручок 27–55 × 3.4–4.7 мм, містить 5–10 насінин.